# Cytherois pusilla
Cytherois pusilla är en kräftdjursart som beskrevs av Georg Ossian Sars 1928. Cytherois pusilla ingår i släktet Cytherois, och familjen Paradoxostomatidae. Arten är reproducerande i Sverige.